# كسوف الشمس 6 ديسمبر 2067
سيحدث كسوف كلي للشمس في 6 ديسمبر 2067. إنه حدث هجين ، يبدأ وينتهي ككسوف حلقي. يحدث كسوف الشمس عندما يمر القمر بين الأرض والشمس ، وبالتالي يحجب صورة الشمس كليًا أو جزئيًا عن مشاهد على الأرض. يحدث الكسوف الحلقي للشمس عندما يكون القطر الظاهر للقمر أصغر من قطر الشمس ، مما يحجب معظم ضوء الشمس ويتسبب في ظهور الشمس كحلقة (حلقة). يظهر الخسوف الحلقي على شكل كسوف جزئي فوق منطقة من الأرض يبلغ عرضها آلاف الكيلومترات.

## الخسوفات ذات الصلة

### كسوف الشمس 2065-2069
هذا الكسوف هو جزء من سلسلة كسوف الشمس 2065-2069. يتكرر الكسوف في كل 177 يومًا تقريبًا و 4 ساعات في العقد المتناوبة من مدار القمر.
| مجموعات سلسلة كسوف الشمس من 2065-2069 | مجموعات سلسلة كسوف الشمس من 2065-2069 | مجموعات سلسلة كسوف الشمس من 2065-2069 | مجموعات سلسلة كسوف الشمس من 2065-2069 | مجموعات سلسلة كسوف الشمس من 2065-2069 |
| ------------------------------------- | ------------------------------------- | ------------------------------------- | ------------------------------------- | ------------------------------------- |
| عقدة تصاعدية                          | عقدة تصاعدية                          |                                       | عقدة تنازلية                          | عقدة تنازلية                          |
| 118                                   | يوليو 3, 2065 جزئي                    | 123                                   | ديسمبر 27, 2065 جزئي                  |                                       |
| 128                                   | يونيو 22, 2066 حلقي                   | 133                                   | ديسمبر 17, 2066 كلي                   |                                       |
| 138                                   | يونيو 11, 2067 حلقي                   | 143                                   | ديسمبر 6, 2067 هجين                   |                                       |
| 148                                   | مايو 31, 2068 كلي                     | 153                                   | نوفمبر 24, 2068 جزئي                  |                                       |
| 158                                   | مايو 20, 2069 جزئي                    |                                       |                                       |                                       |

### ساروس 143
وهي جزء من دورة ساروس 143 ، تتكرر كل 18 سنة ، 11 يومًا ، وتحتوي على 72 حدثًا.
- بدأت السلسلة مع كسوف جزئي للشمس في 7 مارس 1617
- الحدث الكلي من 24 يونيو 1797 حتى 24 أكتوبر 1995.
- خسوف هجين من 3 نوفمبر 2013 حتى 6 ديسمبر 2067
- وخسوف حلقي من 16 ديسمبر 2085 حتى 16 سبتمبر 2536.
- تنتهي السلسلة عند العضو 72 ككسوف جزئي في 23 أبريل 2873.

كانت أطول مدة الكلية 3 دقائق و 50 ثانية في 19 أغسطس 1887. تحدث جميع الكسوفات في هذه السلسلة عند العقدة الصاعدة للقمر.
| تحدث أعضاء السلسلة 17-28 بين عامي 1741 و 2100 | تحدث أعضاء السلسلة 17-28 بين عامي 1741 و 2100 | تحدث أعضاء السلسلة 17-28 بين عامي 1741 و 2100 |
| 8                                             | 9                                             | 10                                            |
| --------------------------------------------- | --------------------------------------------- | --------------------------------------------- |
| مايو 23, 1743                                 | يونيو 3, 1761                                 | يونيو 14, 1779                                |
| 11                                            | 12                                            | 13                                            |
| يونيو 24, 1797                                | يوليو 6, 1851                                 | يوليو 17, 1833                                |
| 14                                            | 15                                            | 16                                            |
| يوليو 28, 1851                                | أغسطس 7, 1869                                 | أغسطس 19, 1887                                |
| 17                                            | 18                                            | 19                                            |
| أغسطس 30, 1905 ‏                               | سبتمبر 10, 1923 ‏                              | سبتمبر 21, 1941 ‏                              |
| 20                                            | 21                                            | 22                                            |
| أكتوبر 2, 1959 ‏                               | أكتوبر 12, 1977 ‏                              | أكتوبر 24, 1995 ‏                              |
| 23                                            | 24                                            | 25                                            |
| نوفمبر 3, 2013                                | نوفمبر 14, 2031                               | نوفمبر 25, 2049                               |
| 26                                            | 27                                            | 28                                            |
| ديسمبر 6, 2067                                | ديسمبر 16, 2085                               |                                               |

### سلسلة تريتوس
هذا الكسوف هو جزء من دورة تريتوس ، يتكرر عند العقد المتناوبة كل 135 شهرًا متزامنًا (≈ 3986.63 يومًا ، أو 11 عامًا ناقص شهر واحد).
مظهرها وخط طولها غير منتظمين بسبب نقص التزامن مع الشهر غير الطبيعي (فترة الحضيض) ، لكن التجمعات المكونة من 3 دورات تريتوس (33 عامًا ناقص 3 أشهر) تقترب (≈ 434.044 شهرًا غير طبيعي) ، لذا فإن الكسوف متشابه في هذه التجمعات.[بحاجة لمصدر]
| أعضاء السلسلة بين 1801 و 2100          | أعضاء السلسلة بين 1801 و 2100            | أعضاء السلسلة بين 1801 و 2100           | أعضاء السلسلة بين 1801 و 2100 |
| -------------------------------------- | ---------------------------------------- | --------------------------------------- | ----------------------------- |
| ديسمبر 21, 1805 (ساروس119)             | نوفمبر 19, 1816 (ساروس120)               | أكتوبر 20, 1827 (ساروس121)              |                               |
| سبتمبر 18, 1838 (ساروس122)             | أغسطس 18, 1849 (ساروس123)                | يوليو 18, 1860 (ساروس124)               |                               |
| يونيو 18, 1871 (ساروس125)              | مايو 17, 1882 (ساروس126)                 | April 16, 1893 (ساروس127)               |                               |
| كسوف الشمس في 17 مارس 1904 ‏ (ساروس128) | كسوف الشمس في 14 فبراير 1915 ‏ (ساروس129) | كسوف الشمس في 14 يناير 1926 ‏ (ساروس130) |                               |
| ديسمبر 13, 1936 ‏ (ساروس131)            | نوفمبر 12, 1947 ‏ (ساروس132)              | أكتوبر 12, 1958 ‏ (ساروس133)             |                               |
| سبتمبر 11, 1969 ‏ (ساروس134)            | أغسطس 10, 1980 ‏ (ساروس135)               | يوليو 11, 1991 ‏ (ساروس136)              |                               |
| يونيو 10, 2002 (ساروس137)              | مايو 10, 2013 (ساروس138)                 | كسوف الشمس 8 أبريل 2024 (ساروس139)      |                               |
| كسوف الشمس 9 مارس 2035 (ساروس140)      | كسوف الشمس 5 فبراير 2046 (ساروس141)      | كسوف الشمس 5 يناير 2057 (ساروس142)      |                               |
| ديسمبر 6, 2067 (ساروس143)              | نوفمبر 4, 2078 (ساروس144)                | أكتوبر 4, 2089 (ساروس145)               |                               |
| سبتمبر 4, 2100 (ساروس146)              |                                          |                                         |                               |

في القرن الثاني والعشرين:
- ساروس 147: كسوف شمسي حلقي بتاريخ 4 أغسطس 2111
- ساروس 148: كسوف للشمس كلي ليوم 4 يوليو 2122
- ساروس 149: كسوف للشمس كلي بتاريخ 3 يونيو 2133
- ساروس 150: كسوف للشمس حلقي في 3 مايو 2144
- ساروس 151: كسوف للشمس حلقي في 2 أبريل 2155
- ساروس 152: كسوف للشمس كلي في 2 مارس 2166
- ساروس 153: كسوف للشمس حلقي في 29 يناير 2177
- ساروس 154: كسوف للشمس حلقي في 29 ديسمبر 2187
- ساروس 155: كسوف للشمس كلي بتاريخ 28 نوفمبر 2198

في القرن الثالث والعشرين:
- ساروس 156: كسوف للشمس حلقي في 29 أكتوبر 2209
- ساروس 157: كسوف للشمس حلقي في 27 سبتمبر 2220
- ساروس 158: كسوف شمسي كلي لـ 28 أغسطس 2231
- ساروس 159: كسوف جزئي للشمس ليوم يوليو 28، 2242
- ساروس 160: كسوف جزئي للشمس في 26 يونيو 2253
- ساروس 161: كسوف جزئي للشمس في 26 مايو 2264
- ساروس 162: كسوف جزئي للشمسي في 26 أبريل 2275
- ساروس 163: كسوف جزئي للشمسي في 25 مارس 2286
- ساروس 164: كسوف جزئي للشمسي في 22 فبراير 2297

### سلسلة ميتونيك
تتكرر السلسلة ميتونيك كل 19 عامًا (6939.69 يومًا) ، وتستمر حوالي 5 دورات. يحدث الكسوف في نفس تاريخ التقويم تقريبًا. بالإضافة إلى ذلك ، تتكرر سلسلة أكتون الفرعية 1/5 من ذلك أو كل 3.8 سنوات (1387.94 يومًا). تحدث جميع الكسوفات في هذا الجدول عند العقدة الصاعدة للقمر.
| 21 حدثًا من أحداث الكسوف ، تتقدم من الجنوب إلى الشمال بين 13 يوليو 2018 و 12 يوليو 2094 | 21 حدثًا من أحداث الكسوف ، تتقدم من الجنوب إلى الشمال بين 13 يوليو 2018 و 12 يوليو 2094 | 21 حدثًا من أحداث الكسوف ، تتقدم من الجنوب إلى الشمال بين 13 يوليو 2018 و 12 يوليو 2094 | 21 حدثًا من أحداث الكسوف ، تتقدم من الجنوب إلى الشمال بين 13 يوليو 2018 و 12 يوليو 2094 | 21 حدثًا من أحداث الكسوف ، تتقدم من الجنوب إلى الشمال بين 13 يوليو 2018 و 12 يوليو 2094 |
| 12-13 يوليو                                                                            | 30 أبريل - 1 مايو                                                                      | من 16 إلى 17 فبراير                                                                    | 5-6 ديسمبر                                                                             | من 22 إلى 23 سبتمبر                                                                    |
| 117                                                                                    | 119                                                                                    | 121                                                                                    | 123                                                                                    | 125                                                                                    |
| -------------------------------------------------------------------------------------- | -------------------------------------------------------------------------------------- | -------------------------------------------------------------------------------------- | -------------------------------------------------------------------------------------- | -------------------------------------------------------------------------------------- |
| </img> </br> 13 يوليو 2018                                                             | </img> </br> 30 أبريل 2022                                                             | </img> </br> 17 فبراير 2026                                                            | </img> </br> 5 ديسمبر 2029                                                             | </img> </br> 23 سبتمبر 2033                                                            |
| 127                                                                                    | 129                                                                                    | 131                                                                                    | 133                                                                                    | 135                                                                                    |
| </img> </br> 13 يوليو 2037                                                             | </img> </br> 30 أبريل 2041                                                             | </img> </br> 16 فبراير 2045                                                            | </img> </br> 5 ديسمبر 2048                                                             | </img> </br> 22 سبتمبر 2052                                                            |
| 137                                                                                    | 139                                                                                    | 141                                                                                    | 143                                                                                    | 145                                                                                    |
| </img> </br> 12 يوليو 2056                                                             | </img> </br> 30 أبريل 2060                                                             | </img> </br> 17 فبراير 2064                                                            | </img> </br> 6 ديسمبر 2067                                                             | </img> </br> 23 سبتمبر 2071                                                            |
| 147                                                                                    | 149                                                                                    | 151                                                                                    | 153                                                                                    | 155                                                                                    |
| </img> </br> 13 يوليو 2075                                                             | </img> </br> 1 مايو 2079                                                               | </img> </br> 16 فبراير 2083                                                            | </img> </br> 6 ديسمبر 2086                                                             | </img> </br> 23 سبتمبر 2090                                                            |
| 157                                                                                    |                                                                                        |                                                                                        |                                                                                        |                                                                                        |
| </img> </br> 12 يوليو 2094                                                             |                                                                                        |                                                                                        |                                                                                        |                                                                                        |

## روابط خارجية
- www.solar-eclipse.de - متوسط التغطية السحابية والمدن على طول مسار الكسوف
- رسومات ناسا